# فرودگاه اوسپیکا
فرودگاه اوسپیکا (به انگلیسی: Ospika Airport) یک فرودگاه همگانی است که یک باند فرود شن دارد و طول باند آن ۱۷۱۸ متر است. این فرودگاه در کشور کانادا قرار دارد و در ارتفاع ۷۰۱ متری از سطح دریا واقع شده است.

## شرکت‌های هواپیمایی و مقصدهای پروازی
| شرکت‌های هواپیمایی   | مقصدهای پروازی |
| ------------------- | -------------- |
| نورثرن تاندربرد ایر | پرینس جرج      |